# Bufere
Bufere è un film del 1953 diretto da Guido Brignone.

## Trama
Perugia, Antonio Sanna, chirurgo affermato, conduce una vita serena con la moglie Maria ed il figlio Mario. Una sera assiste a uno spettacolo al Teatro del Pavone in cui si esibisce una coppia di acrobati Daisy e Sergio con il nome di Parnell Brothers. In un difficile esercizio, uno dei due atleti cade e si ferisce. Il chirurgo, invitato ad occuparsi del caso, riesce a salvare il malcapitato grazie a un rischioso intervento chirurgico. Durante la degenza dell'atleta, la sua bella e giovane partner in poco tempo riesce a entrare in confidenza con il chirurgo e intraprende una relazione con lui.
Maria, la moglie non tarda ad accorgersene e decide di lasciarlo, tornando a vivere con sua madre, mentre la relazione tra il chirurgo e l'acrobata diventa di dominio pubblico e rischia di trasformarsi in uno scandalo quando lo stimato professionista, avendo perso calma e concentrazione, commette un errore chirurgico ed è costretto a dimettersi dalla clinica nella quale lavora.
A questo punto interviene Maria: temendo di perdere per sempre suo marito, ormai deciso ad abbandonare tutto e a partire con l'amante, invita quest'ultima a un chiarimento invitandola a bordo della sua auto. Accecata dalla disperazione, la donna lancia l'automobile in una corsa sempre più veloce, fino a perderne il controllo in una discesa pericolosa, provocando un incidente in cui l'amante perde la vita e lei stessa rimane gravemente ferita. Salvata da un'operazione eseguita dallo stesso Antonio, la donna riconquista finalmente l'amore di suo marito.

## Produzione
Co-prodotto con la Francia, il film è ascrivibile al filone dei melodrammi sentimentali comunemente detto strappalacrime, genere cinematografico molto in voga in quegli anni tra il pubblico italiano (poi ribattezzato dalla critica con il termine neorealismo d'appendice).
Il film venne girato per gli interni a Roma negli studi della Titanus e per gli esterni a Perugia e nei suoi dintorni.

## Distribuzione
Il film venne distribuito nel circuito cinematografico italiano il 6 febbraio 1953.
In Francia arrivò nelle sale il 29 maggio 1953, con il titolo Fille dangereuse.